# Xavier Latour
Xavier Latour is een personage uit de VTM-televisieserie Familie. De rol werd vertolkt door Eric Kerremans.

## Overzicht
Xavier Latour was in het eerste seizoen van Familie de rechterhand van Guido Van den Bossche. Hij mishandelde zijn vrouw, Celine Latour. Na een professionele blunder wordt hij op straat gegooid en raakt hij alles kwijt.
Jaren later keert Latour terug naar de omgeving van de familie Van den Bossche en zint hij op wraak. Samen met Thomas Maeterlinck, Bart Van den Bossche en Eric Bervoets zet hij een plan op om het familiebedrijf ten onder te doen gaan.
Het plan mislukt en Latour beslist het anders aan te pakken. Hij wil zich rechtstreeks wreken op Peter Van den Bossche, de zoon van Guido. Hij wil hem hetgeen afnemen wat hem het meest dierbaar is: zijn vriendin Trudy. In samenwerking met Sarah De Kunst laat hij haar ontvoeren en regelt hij een -heimelijk gesaboteerde- chartervlucht. Het vliegtuig met Sarah, Thomas Maeterlinck en Trudy aan boord stort neer. Deze laatste overleeft, tot grote frustratie van Latour.
Intussen is Latour een affaire begonnen met Christel Feremans. Bart is razend en kiest terug de kant van de familie. Latour geeft niet op en blijft samen met Christel pogingen ondernemen om het bedrijf en Peter en zijn geliefden klein te krijgen. De politie komt hen op het spoor en het duo vlucht naar Zuid-Afrika. Daar werkt Latour aan een nieuw, groot plan, dat echter alweer mislukt. Latour belandt in de gevangenis, maar niet veel later helpt Christel hem ontsnappen.
Een hele poos later duikt Christel plots terug op en maakt ze de familie wijs dat ze gebroken heeft met Latour. Ze wordt innig bevriend met Trudy, die niet merkt dat Christel nog steeds in opdracht van Latour werkt. Deze maakt na verloop van tijd zijn opwachting en ontvoert Trudy en de kleine Louise Van den Bossche. Hij eist een confrontatie met Peter in ruil voor moeder en kind. Intussen krijgt Christel met medelijden te kampen en werkt ze Latour tegen, waarop hij haar vermoord.
Peter treft Latour op het dak van zijn hotelgebouw. Wanneer plotseling ook Bert en Veronique Van den Bossche op het toneel verschijnen, wordt Peter neergeschoten. Bert probeert Latour te overmeesteren en er ontstaat een schermutseling waarbij Bert hem over de rand van het dak zwiert. Uiteindelijk laat Bert hem vallen uit vrees dat hij hun heimelijke samenwerking in de ontvoering uit de doeken zou doen. Latour is op slag dood.

## Moorden
- Sarah De Kunst (2003)
- Thomas Maeterlinck (2003)
- Truyman (2004)
- Joe Bonduono (2007)
- Geert Van Loo (2009)
- Sebastien Legrand (2009)
- Christel Feremans (2009)